# Leptomastix salemensis
Leptomastix salemensis är en stekelart som beskrevs av Hayat, Alam och Agarwal 1975. Leptomastix salemensis ingår i släktet Leptomastix och familjen sköldlussteklar. Inga underarter finns listade i Catalogue of Life.